# Gueto de Minsk
Gueto de Minsk foi um gueto estabelecido pela Alemanha logo após sua ofensiva contra a União Soviética durante a Segunda Guerra Mundial. Foi um dos maiores guetos da Europa, e o maior sob território soviético ocupado pelos alemães, abrigando aproximadamente 100,000 judeus, a maioria de outros países da europa como Polónia,Países Baixos,Alemanha e República Checa

## História
O gueto foi criado pouco depois do início da ofensiva alemã contra a União Soviética. Foi estabelecido em 28 de junho de 1941 na capital da República Socialista Soviética da Bielorrússia, Minsk, que de acordo com o censo de 1926 era o lar de 53,700 judeus.
No quinto dia da ocupação da cidade, 2,000 agentes de inteligência(o.g.p.u) judeus foram massacrados pelos alemães; a partir de então, o assassinato de judeus passou a ser uma ocorrência habitual. Aproximadamente 20,000 deles foram mortos nos primeiros meses da ocupação nazista, a maioria por esquadrões Einsatzgruppen.

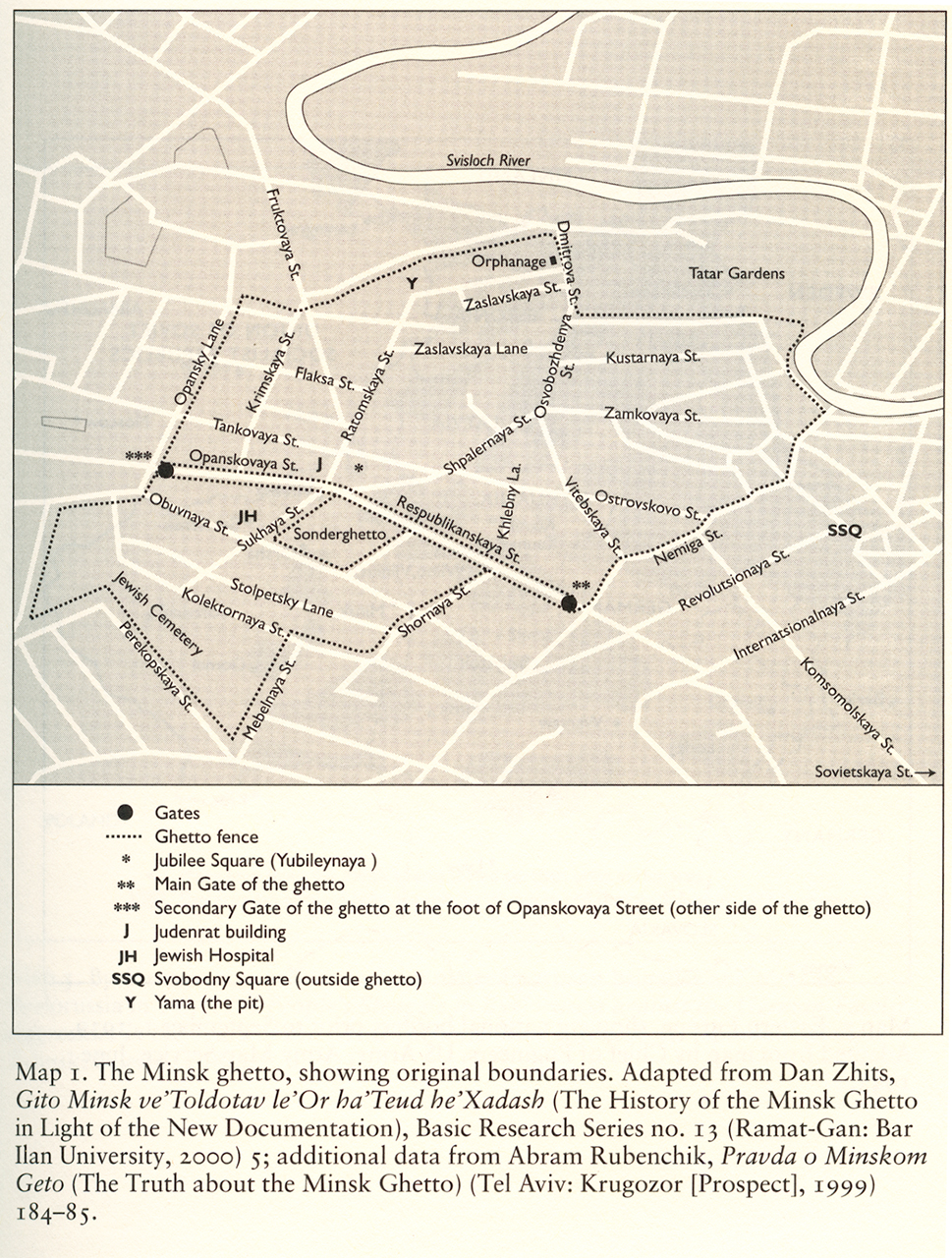
Mapa do gueto de Minsk.

Quando o gueto foi formalmente estabelecido, sua população era de 80,000 pessoas (ou mais de 100,000, de acordo com algumas fontes), dos quais 3,000 eram habitantes pré-guerra,  pois a maioria havia sido evacuada para o leste enquanto o restante (80,000 ou mais), eram refugiados e judeus forçados a se mudar para o local.
Em novembro de 1941, um segundo gueto foi estabelecido em Minsk para judeus deportados do oeste, a maioria advindos da Alemanha e do Protetorado da Boêmia e Morávia. Em seu auge, o local abrigou cerca de 35,000 habitantes. O contato com o outro gueto era estritamente proibido.
Assim como em outros guetos, os judeus eram forçados a trabalhar em fábricas e outras operações lideradas por alemães. Eles viviam em condições extremamente precárias, com reservas insuficientes de alimentos e medicamentos.
Em agosto de 1942, restavam menos de 9,000 judeus no gueto. Ele foi liquidado em 21 de outubro de 1943, com muitos judeus de Minsk perecendo no campo de extermínio de Sobibor. Quando o Exército Vermelho entrou na cidade em 3 de julho de 1944, restava do Gueto de Minsk apenas alguns habitantes sobreviventes.